# Zámělský borek
Zámělský borek je přírodní rezervace poblíž obce Záměl v okrese Rychnov nad Kněžnou. Předmětem ochrany je opuková stráň s dubohabrovým porostem a vzácnou teplomilnou květenou.

## Fotografie

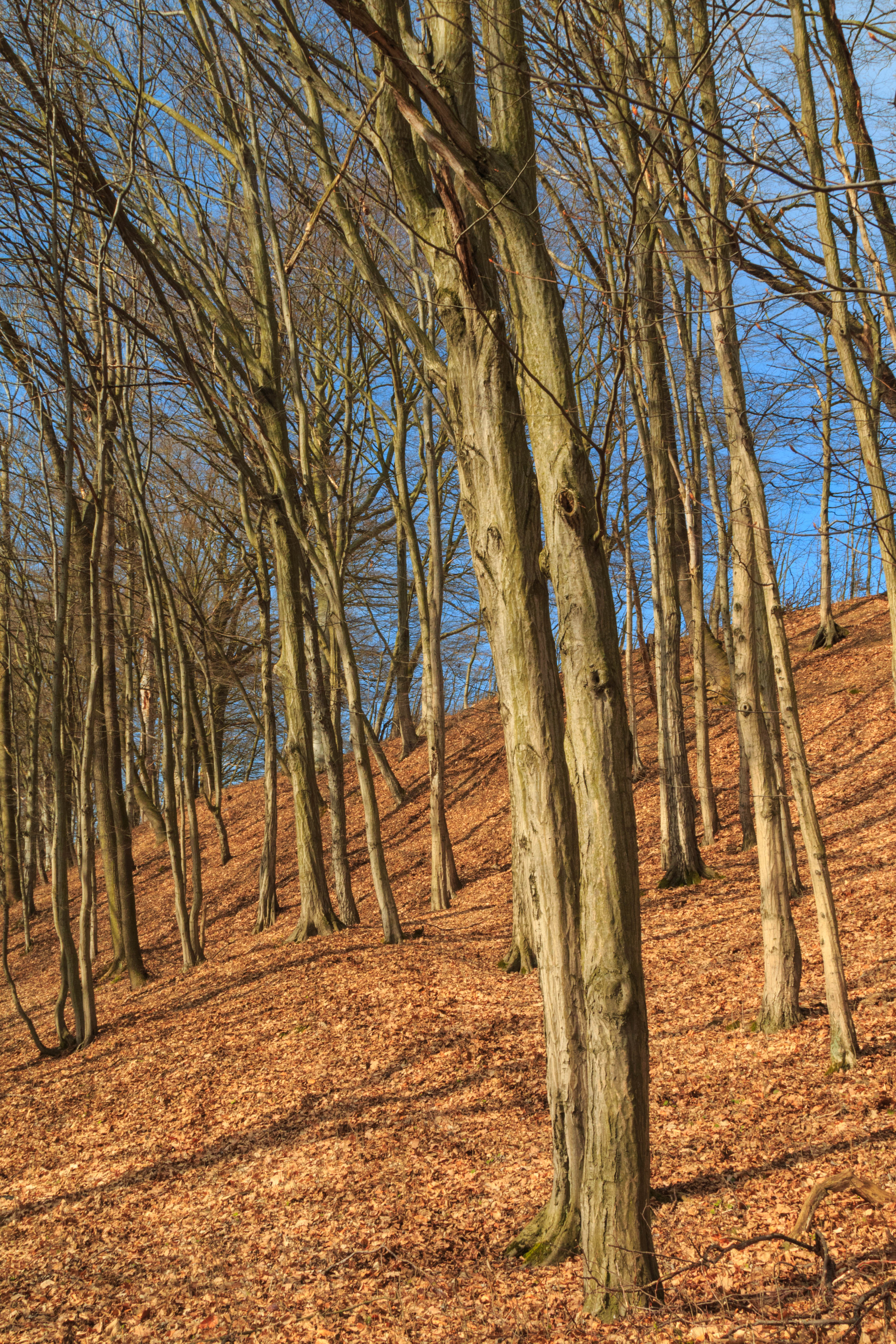
Zámělský borek
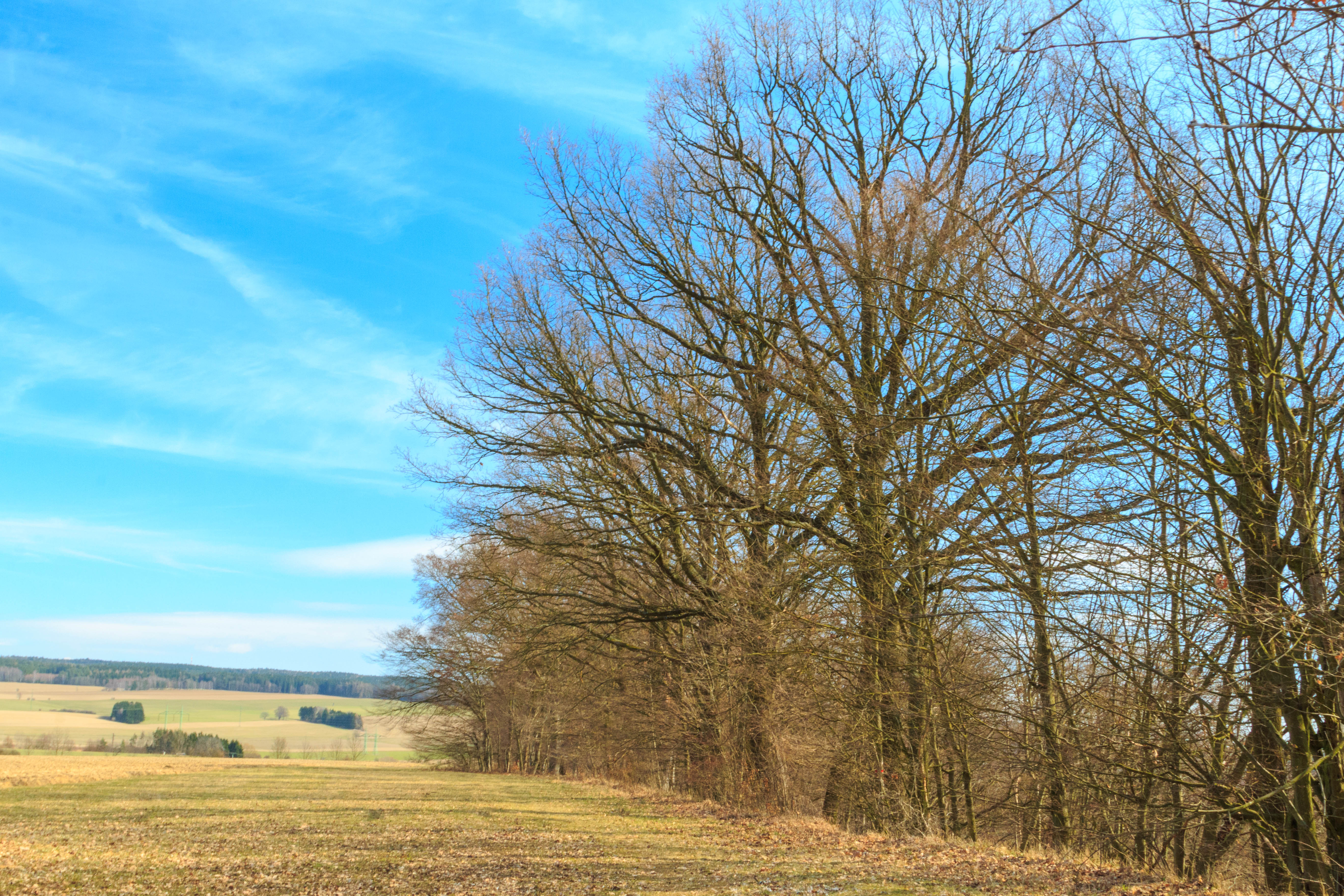
Zámělský borek
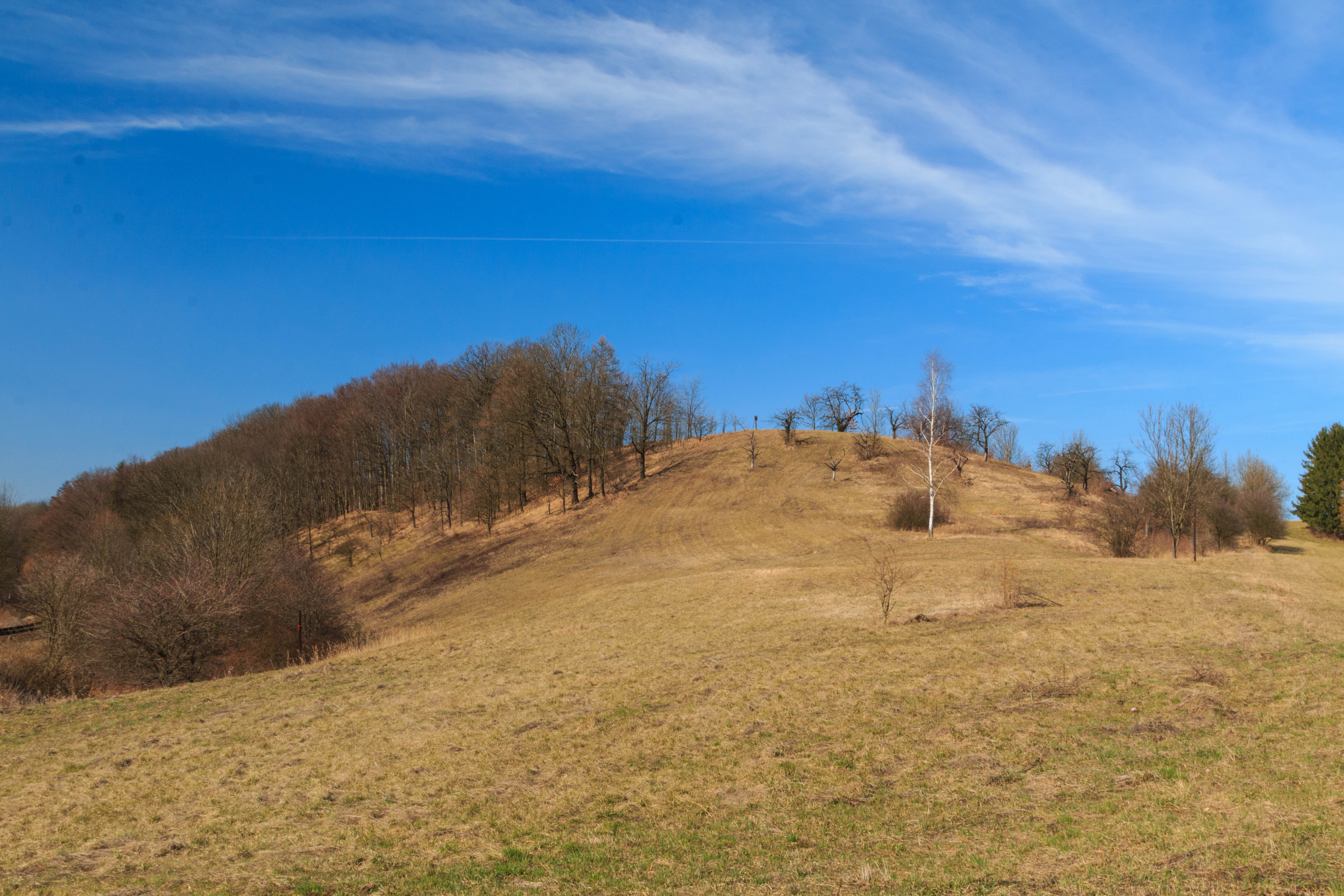
Zámělský borek
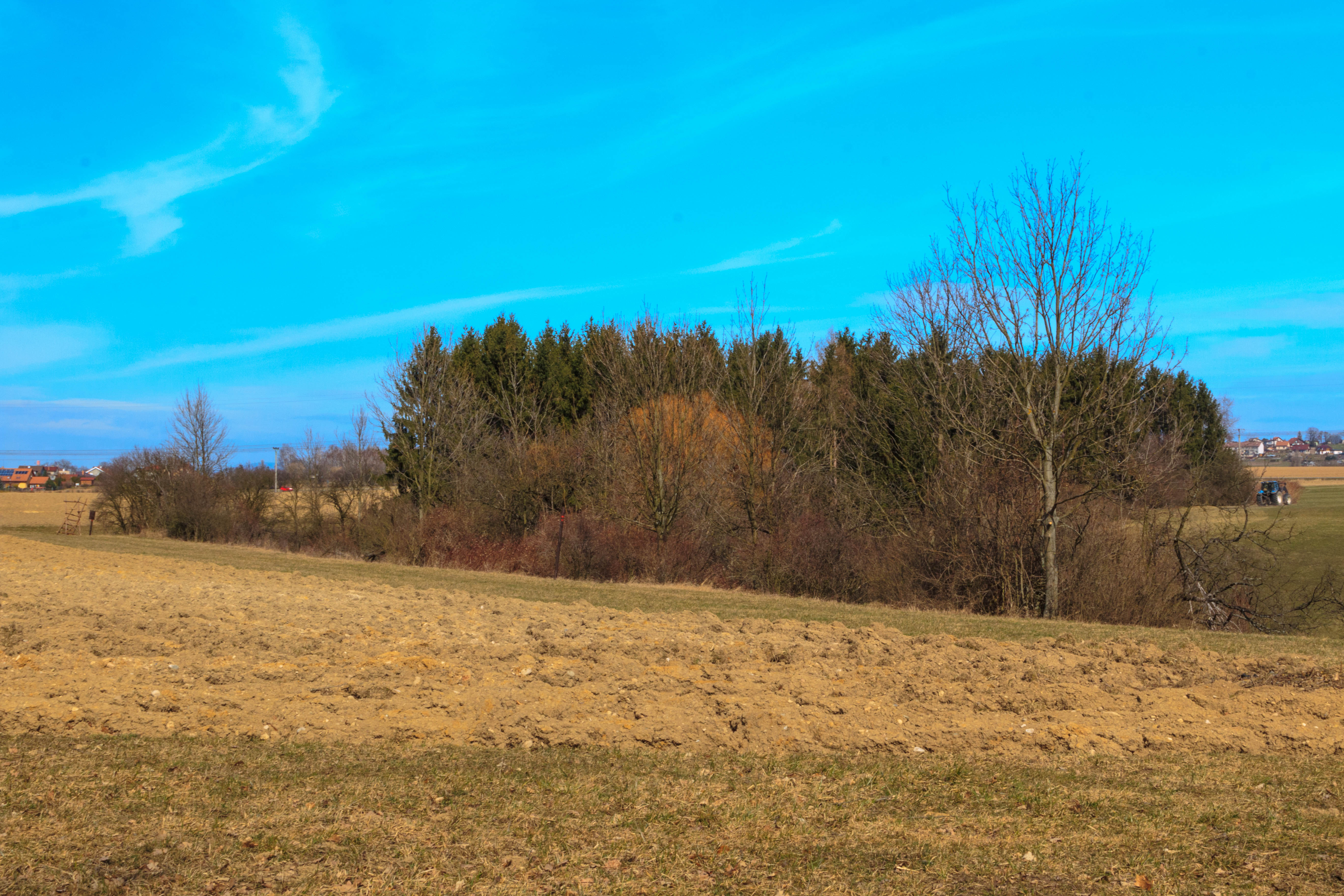
Zámělský borek